# 内山節
内山 節（うちやま たかし、1950年1月15日 - ）は日本の教員、哲学者。立教大学大学院21世紀社会デザイン研究科客員教授。特定非営利活動法人森づくりフォーラム代表理事。
70年代から東京と群馬県の上野村との二重生活をし、存在論、労働論、自然哲学などについて独自の視点で探究する『労働過程論ノート』(1976年)などで注目され、『山里の釣りから』(1980年)などの思索的エッセイでも知られる。
現代日本人の主体性の喪失と自然破壊との関連性を訴え、自然との共生による人間性の回復を実践的に考察している。

## 略歴
東京都世田谷区出身。東京都立新宿高等学校卒業。高校卒業後、大学などの高等教育機関を経ておらず、大学などの研究職についていなかったが、2004年から2009年まで立教大学の特別任用教員（大学院異文化コミュニケーション研究科特任教授）としても活動、その後、東京大学大学院人文社会系研究所兼任講師、立教大学大学院21世紀社会デザイン研究科教授などを歴任。
1970年代、渓流釣りなどの縁から群馬県の上野村に住むようになり、現在でも、東京と上野村との往復生活を続けている。上野村では畑を耕し、森を歩きながら暮らしている。2001年、特定非営利活動法人森づくりフォーラム理事。現在、同法人代表理事。森林づくりの活動に関わる一方で、哲学者としても「働くこと」の意味を社会に問うている。

## 著作

### 単著
- 『労働過程論ノート』（田畑書店 1976年・増補版 1984年）
- 『存在からの哲学 新しい哲学の時代にむかって』（毎日新聞社 1980年）
- 『山里の釣りから』（日本経済評論社 1980年・岩波書店同時代ライブラリー 1995年）
- 『戦後日本の労働過程 労働存在の現象学』（三一書房 1982年）
- 『労働の哲学 労働過程史の方法』（田畑書店 1982年）
- 『フランスへのエッセー 贋金づかいの街にて』（三一書房 1983年）
- 『哲学の冒険　未来を恐れず、美しく生きるために』（毎日新聞社 1985年・平凡社ライブラリー 1999年）
- 『自然と労働 哲学の旅から』（農山漁村文化協会 1986年）
- 『やまめ物語　自然を考える』（現代書館 1986年）
- 『自然と人間の哲学』（岩波書店 1988年）
- 『情景のなかの労働 労働のなかの二つの関係』（有斐閣 1988年）
- 『自然・労働・協同社会の理論 新しい関係論をめざして』（農山漁村文化協会 1989年）
- 『続・哲学の冒険』（毎日新聞社 1990年）
- 『山里紀行　山里の釣りから2』（日本経済評論社 1990年）
- 『後期1960年代の精神史　哲学の冒険』毎日新聞社 1990
- 『戦後思想の旅から』（有斐閣 1992年）
- 『やませみの鳴く谷』（岩波書店 1992年）
- 『時間についての十二章 哲学における時間の問題』（岩波書店 1993年）
- 『森にかよう道　知床から屋久島まで』（新潮選書 1994年）
- 『森の旅　山里の釣りから3』（日本経済評論社 1996年）
- 『子どもたちの時間 山村から教育をみる』（岩波書店 1996年）
- 『貨幣の思想史 お金について考えた人びと』（新潮選書 1997年）
- 『自由論 自然と人間のゆらぎの中で』（岩波書店 1998年）
- 『里の在処』（新潮社 2001年）
- 『「里」という思想』（新潮選書 2005年）
- 『「創造的である」ということ＜上＞農の営みから』（農山漁村文化協会 2006年）
- 『「創造的である」ということ＜下＞地域の作法から』（農山漁村文化協会 2006年）
- 『戦争という仕事』（信濃毎日新聞社 2006年）
- 『日本人はなぜキツネにだまされなくなったのか』（講談社現代新書 2007年）
- 『怯えの時代』（新潮選書 2009年）
- 『清浄なる精神』（信濃毎日新聞社 2009年）
- 『共同体の基礎理論―自然と人間の基層から』(シリーズ 地域の再生)農山漁村文化協会、2010
- 『文明の災禍』新潮新書 2011
- 『内山節のローカリズム原論―新しい共同体をデザインする』21世紀社会デザインセンター編集　農山漁村文化協会、2012
- 『新・幸福論 「近現代」の次に来るもの』新潮選書 2013
- 『内山節著作集』全15巻　農山漁村文化協会、2014-

1　労働過程論ノート
2　山里の釣りから
5　自然と労働
6　自然と人間の哲学
8　戦後思想の旅から
11　子どもたちの時間
13　里の在処(ありか)
- 『哲学者 内山節の世界』『かがり火』編集委員会　新評論、2014
- 『主権はどこにあるか―変革の時代と「我らが世界」の共創』農山漁村文化協会 2014

### 共編著
- 『《森林社会学》宣言 森と社会の共生を求めて』編（有斐閣選書 1989年）
- 『生き方としての農業を考える 日吉町シンポジウムの記録から』海田能宏共著　農耕文化研究振興会 農文研ブックレット 1997
- 『往復書簡思想としての労働』竹内静子共著（農山漁村文化協会 1997年）
- 『ローカルな思想を創る―脱世界思想の方法』鬼頭秀一,榛村純一,大熊孝,木村茂光共著（農山漁村文化協会 1998年）
- 『市場経済を組み替える』鬼頭秀一,榛村純一,大熊孝,木村茂光共著（農山漁村文化協会 1999年）
- 『森の列島に暮らす』編著（コモンズ 2001年）
- 『山里のごちそう話 食・詩・風土再考』谷川俊太郎,北沢正和共著 職人館調理場談義シリーズ（ふきのとう書房 星雲社(発売) 2003年）
- 『地域の遺伝子をみがく』出島二郎,中谷健太郎共著（蒼天社出版 2004年）
- 『半市場経済 成長だけでない「共創社会」の時代』細川あつし,杉原学,梅田一見共著（角川新書 2015年）
- 『修験道という生き方』宮城泰年、田中利典共著（新潮選書　２０１９年）

## 注
1. ↑  『現代日本人名録』2002年
2. ↑  “教員紹介 グローバル・リスクガバナンス分野”.   立教大学大学院21世紀社会デザイン研究科. 2018年2月7日閲覧。